# Mittelbach (Zweibrücken)
Mittelbach war bis 1969 eine selbständige Gemeinde und ist seit 1972 Bestandteil des Zweibrücker Ortsbezirks Mittelbach-Hengstbach.

## Lage
Mittelbach befindet sich in der Westricher Hochfläche und liegt im südwestlichen Stadtgebiet von Zweibrücken unweit der Grenze zum Saarland. Die Bickenalb streift den südöstlichen Siedlungsrand. Durch das Siedlungsgebiet fließt der Rechentaler Bach, der Langentalbach streift den nordöstlichen Siedlungsrand; beide münden wenig später in die Bickenalb.

## Geschichte
Die erste gesicherte Erwähnung des Ortes fand 1301 statt. Bis 1792 gehörte der Ort zu Pfalz-Zweibrücken. Von 1798 bis 1814, als die Pfalz Teil der Französischen Republik (bis 1804) und anschließend Teil des Napoleonischen Kaiserreichs war, war Mittelbach in den Kanton Medelsheim eingegliedert. 1815 hatte der Ort 241 Einwohner. Anschließend wechselte der Ort in das Königreich Bayern. Da der Kanton Medelsheim 1817 aufgelöst wurde, wechselte der Ort in den Kanton Zweibrücken. Von 1818 bis 1862 war der Ort Bestandteil des Landkommissariats Zweibrücken, das anschließend in ein Bezirksamt umgewandelt wurde. 
Ab 1938 war der Ort Bestandteil des Landkreises Zweibrücken. Nach dem Zweiten Weltkrieg wurde Mittelbach innerhalb der französischen Besatzungszone Teil des damals neu gebildeten Landes Rheinland-Pfalz. Im Zuge der ersten rheinland-pfälzischen Verwaltungsreform wurde der Ort am 7. Juni 1969 mit der Nachbargemeinde Hengstbach zur neuen Ortsgemeinde Mittelbach-Hengstbach zusammengelegt. Drei Jahre später wurde diese in die kreisfreie Stadt Zweibrücken eingegliedert, die dort seither einen Ortsbezirk bildet.

## Politik
Mittelbach bildet mit Hengstbach einen Ortsbezirk der Stadt Zweibrücken. Politisch wird er von einem Ortsbeirat und einen Ortsvorsteher vertreten, Details siehe hier.

## Infrastruktur
Durch Mittelbach verläuft die Landesstraße 465. Mit der in den 1950er Jahren errichteten Evangelischen Kirche, dem Schulhaus und dem Kriegerdenkmal stehen vor Ort insgesamt drei Objekte unter Denkmalschutz. Die vorherige vom Architekten Ludwig Levy entworfene evangelische Kirche fiel 1945 den Kampfhandlungen des Zweiten Weltkriegs zum Opfer.